# الرواجح (عبس)

تعديل مصدري - تعديل

الرواجح هي إحدى قرى عزلة بني ثواب بمديرية عبس التابعة لمحافظة حجة، بلغ تعداد سكانها 253 نسمة حسب تعداد اليمن لعام 2004.